# Sybilla Burgundzka

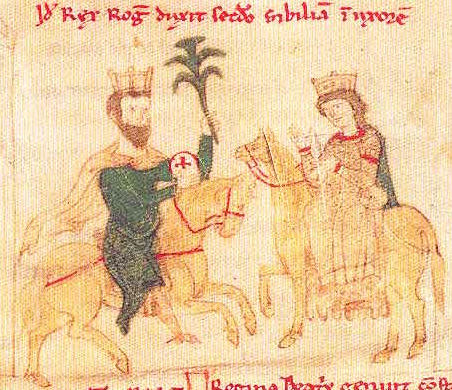
Sybilla Burgundzka i Roger II

Sybilla Burgundzka (ur. między 1125 a 1130, zm. 19 września 1150 w Salerno) - księżniczka burgundzka, królowa sycylijska.
Była córką Hugona II, księcia Burgundii, i jego żony Matyldy z Mayenne. Około 1149 roku poślubiła Rogera II, króla Sycylii. Zmarła 19 września 1150 w Salerno w czasie porodu, wydając się na świat martwo urodzone dziecko. Została pochowana w opactwie św. Trójcy w Cava de’ Tirreni.